# Leptotarsus (Araucomyia) brevihirsutus
Leptotarsus (Araucomyia) brevihirsutus is een tweevleugelige uit de familie langpootmuggen (Tipulidae). De soort komt voor in het Neotropisch gebied.